# Lavalette (Wirginia Zachodnia)
Lavalette – jednostka osadnicza w Stanach Zjednoczonych, w stanie Wirginia Zachodnia, w hrabstwie Wayne.